# Liste der Straßen, Plätze und Brücken in Hamburg-Lohbrügge

Lage von Hamburg-Lohbrügge in Hamburg und im Bezirk Altona (hellrot)

Die Liste der Straßen, Plätze und Brücken in Hamburg-Lohbrügge ist eine Übersicht der im Hamburger Stadtteil Lohbrügge vorhandenen Straßen, Plätze und Brücken. Sie ist Teil der Liste der Verkehrsflächen in Hamburg.

## Überblick
In Lohbrügge (Ortsteilnummer 601) leben 41295 Einwohner (Stand: 31. Dezember 2023) auf 13,1 km². Lohbrügge liegt in den Postleitzahlenbereichen 21031, 21033 und 22115.
In Lohbrügge gibt es 141 benannte Verkehrsflächen, darunter drei Plätze und vier Brücken.
- Zahlreiche Straßen wurden nach Widerstandskämpfern, Opfern und Verfolgten des Nationalsozialismus benannt, einige weitere nach Gewerkschaftsfunktionären.
- Der gelegentlich in der Spalte „Namensherkunft“ genannte Begriff Sande ist der Name eines der ursprünglichen Dörfer, die das heutige Lohbrügge bilden.

## Übersicht der Straßen
Die nachfolgende Tabelle gibt eine Übersicht über alle benannten Verkehrsflächen – Straßen, Plätze und Brücken – im Stadtteil sowie einige dazugehörige Informationen. Im Einzelnen sind dies:
- Name/Lage: aktuelle Bezeichnung der Straße, des Platzes oder der Brücke. Über den Link (Lage) kann die Straße, der Platz oder die Brücke auf verschiedenen Kartendiensten angezeigt werden. Die Geoposition gibt dabei ungefähr die Mitte an. Bei längeren Straßen, die durch zwei oder mehr Stadtteile führen, kann es daher sein, dass die Koordinate in einem anderen Stadtteil liegt.
- Straßenschlüssel: amtlicher Straßenschlüssel, bestehend aus einem Buchstaben (Anfangsbuchstabe der Straße, des Platzes oder der Brücke) und einer dreistelligen Nummer.
- Länge/Maße in Metern:
Hinweis: Die in der Übersicht enthaltenen Längenangaben sind nach mathematischen Regeln auf- oder abgerundete Übersichtswerte, die im Digitalen Atlas Nord[1] mit dem dortigen Maßstab ermittelt wurden. Sie dienen eher Vergleichszwecken und werden, sofern amtliche Werte bekannt sind, ausgetauscht und gesondert gekennzeichnet.
Bei Plätzen sind die Maße in der Form a × b bei rechteckigen Anlagen oder a × b × c bei dreiecksförmigen Anlagen mit a als längster Kante dargestellt.
Der Zusatz (im Stadtteil) gibt an, wie lang die Straße innerhalb des Stadtteils ist, sofern sie durch mehrere Stadtteile verläuft.
- Namensherkunft: Ursprung oder Bezug des Namens.
- Datum der Benennung: Jahr der offiziellen Benennung oder der Ersterwähnung eines Namens, bei Unsicherheiten auch die Angabe eines Zeitraums.
- Anmerkungen: Weitere Informationen bezüglich anliegender Institutionen, der Geschichte der Straße, historischer Bezeichnungen, Baudenkmale usw.
- Bild: Foto der Straße oder eines anliegenden Objektes.

| Name/Lage                          | Straßen- schlüssel | Länge/Maße (in Metern) | Namensherkunft | Datum der Benennung | Anmerkungen | Bild                               |
| ---------------------------------- | ------------------ | ---------------------- | --- | ------------------- | --- | ---------------------------------- |
| Alte Holstenstraße (Lage)          | A124               | 0425 (im Stadtteil)    | nach der ehemaligen Holstenstraße; die Benennung erfolgte aus historischen Gründen, um den Namen zu erhalten                                                                                              | 1949                | südlich des Bergedorfer Bahnhofs in Bergedorf | Alte Holstenstraße                 |
| Am Beckerkamp (Lage)               | A192               | 0410                   | nach einem Flurnamen | 1860                | An diesem Weg betrieb ein Kaufmann namens Becker einen Kalkofen. | Am Beckerkamp                      |
| Am Blumenhof (Lage)                | A728               | 0315                   | nach der Lage bei einem ehemaligen Blumenhof | 2011                | | Am Blumenhof                       |
| Am Heesen (Lage)                   | A244               | 0520                   | nach den Flurbezeichnungen Lütten Heesen und Groten Heesen | vor 1932            | Als Heesen wird ein Buschwald bezeichnet. | Am Heesen                          |
| Am Hirtenland (Lage)               | A745               | 0195                   | nach einer volkstümlichen Bezeichnung | 2016                | | Am Hirtenland                      |
| Am Langberg (Lage)                 | A283               | 1820                   | nach einer Flurbezeichnung | 1961                | | Am Langberg                        |
| An den Dünen (Lage)                | A631               | 0090                   | nach den ehemaligen, hier befindlichen Dünen | 1984                | | An den Dünen                       |
| An den Tannen (Lage)               | A390               | 0310                   | nach einem ehemaligen, hier gelegenen Wäldchen | 1935                | Das Wäldchen wurde nach dem Zweiten Weltkrieg von der Bevölkerung abgeholzt und zu Brennholz verarbeitet. | An den Tannen                      |
| An der Bergkoppel (Lage)           | A393               | 0135                   | nach einer Flurbezeichnung | vor 1940            | | An der Bergkoppel                  |
| An der Kreisbahn (Lage)            | A402               | 0875 (im Stadtteil)    | nach dem Verlauf an der ehemaligen stormarnschen Kreisbahn | 1950                | ab Anschlussstelle Billstedt der A 1 in westlicher Richtung in Billstedt | An der Kreisbahn                   |
| An der Twiete (Lage)               | A419               | 0375                   | nach der Lage an einem Verbindungsweg | 1940                | | An der Twiete                      |
| Anne-Becker-Ring (Lage)            | A751               | 0450                   | Anne Becker (1905–1990), SPD-Politikerin | 2016                | Becker war u. a. Gründerin der SPD-Frauengruppe in Lohbrügge, seit 1974 Vorsitzende der Lohbrügger AWO und Trägerin der Silbernen Ehrennadel der Bezirksversammlung Bergedorf. | Anne-Becker-Ring                   |
| Asbrookdamm (Lage)                 | A479               | 0280 (im Stadtteil)    | nach einer bereits 1257 urkundlich erwähnten Flurbezeichnung | 1958                | westlicher Teil in Billstedt | Asbrookdamm                        |
| Auf dem Langstücken (Lage)         | A684               | 0375                   | nach einem Flurnamen | 1999                | | Auf dem Langstücken                |
| Auf der Bojewiese (Lage)           | A509               | 0840 (im Stadtteil)    | abgeleitet vom Vorbesitzer des Geländes, nach Beckershaus Ludwig Boy, nach Hanke Ludolf Boy | 1921                | nördlich der Bille in Lohbrügge, südlich der Bille östliche Straßenhälfte in Bergedorf, westliche Hälfte in Billwerder | Auf der Bojewiese (Lohbrügge)      |
| Beensroaredder (Lage)              | B130               | 0155                   | nach einer Flurbezeichnung | 1934                | Gemeint ist ein Weg über eine Rodung ("Roa"), die vermutlich einem Besitzer mit Namen Beens oder Behn gehörte. | Beensroaredder                     |
| Behnsrade (Lage)                   | B890               | 0370                   | nach einem Flurnamen | 2016                | | Behnsrade                          |
| Bei den Düneneichen (Lage)         | B828               | 0175                   | nach der Lage in der Boberger Niederung und der Bepflanzung | 1982                | | Bei den Düneneichen                |
| Bergedorfer Straße (Lage)          | B255               | 6350 (im Stadtteil)    | Hamburger Stadtteil Bergedorf | 1954                | Westlich der Bahnbrücke bis Schurzallee-Nord in Hamm, östlich davon bis etwa Mitte der parallel verlaufenden Kolumbusstraße in Horn, von da ab in Billstedt, östlich der Anschlussstelle Billstedt der A 1 in Lohbrügge, dabei bis etwa Höhe Abzweigung Am Langberg Grundstücke auf der nördlichen Seite noch in Billstedt; südöstlich der Kurt-A.-Körber-Chaussee dann in Bergedorf, Grundstücke auf der Westseite zwischen Sander Damm und Kurt-A.-Körber Chaussee bereits in Bergedorf. | Bergedorfer Straße                 |
| Billwerder Kirchensteg (Lage)      | B339               | 0400 (im Stadtteil)    | nach Lage und Funktion im Stadtteil zur St. Nikolaikirche führend | 1948                | südlich der Bille in Billwerder | Billwerder Kirchensteg (Lohbrügge) |
| Billwerder Straße (Lage)           | B342               | 0580                   | Hamburger Stadtteil Billwerder | 1949                | | Billwerder Straße                  |
| Billwiese (Lage)                   | B343               | 0170                   | nach der Lage auf den ehemaligen Wiesen der Kampbille | 1962                | | Billwiese                          |
| Binnenfeldredder (Lage)            | B351               | 1260                   | nach einem Flurnamen | 1949                | Das Binnenfeld ist das einem Dorf nächstliegende Feld. | Binnenfeldredder                   |
| Boberger Anger (Lage)              | B871               | 0630                   | Lohbrügger Ortsteil Boberg | 1999                | | Boberger Anger                     |
| Boberger Aue (Lage)                | B873               | 0440                   | Lohbrügger Ortsteil Boberg | 1999                | | Boberger Aue                       |
| Boberger Drift (Lage)              | B869               | 0355                   | Lohbrügger Ortsteil Boberg | 1999                | | Boberger Drift                     |
| Boberger Furt (Lage)               | B419               | 0585                   | nach einer ehemaligen durch die Bille verlaufenden Furt | 1932                | | Boberger Furt                      |
| Boberger Furtwegbrücke (Lage)      | –                  | 0005 (im Stadtteil)    | in Anlehnung an den Boberger Furtweg | 1961                | überquert die Bille und verbindet den Boberger Furtweg auf Billwerder Seite mit der Straße Boberger Furt in Lohbrügge; südlicher Teil in Billwerder | Boberger Furtwegbrücke             |
| Boberger Höhe (Lage)               | B870               | 0325                   | Lohbrügger Ortsteil Boberg | 1999                | | Boberger Höhe                      |
| Boberger Lohe (Lage)               | B872               | 0540                   | Lohbrügger Ortsteil Boberg | 1999                | | Boberger Lohe                      |
| Bobzienweg (Lage)                  | B751               | 0120                   | Franz Bobzien (1906–1941), Politiker, Widerstandskämpfer gegen den und Opfer des Nationalsozialismus | 1968                | von 1964 bis 1968: Teil der Goerdelerstraße | Bobzienweg                         |
| Bockhorster Höhe (Lage)            | B868               | 0680                   | nach dem Flurnamen Bockhorst | 1999                | | Bockhorster Höhe                   |
| Bockhorster Weg (Lage)             | B867               | 0300                   | nach dem Flurnamen Bockhorst | 1999                | | Bockhorster Weg                    |
| Bodestraße (Lage)                  | B430               | 0360                   | Wilhelm Bode (1860–1927), Pastor und Naturschützer | 1949                | vor 1949: Moltkestraße | Bodestraße                         |
| Bojendamm (Lage)                   | B460               | 0160 (im Stadtteil)    | lt. Beckershaus nach einer Flurbezeichnung, lt. Hanke ebenfalls nach Ludolf Boy, nach dem auch die Straße Auf der Bojewiese benannt ist                                                                   | 1948                | westlich der Bille in Billwerder | Bojendamm (Lohbrügge)              |
| Bojendammbrücke (Lage)             | –                  | 0005 (im Stadtteil)    | in Anlehnung an den Bojendamm | 1961                | überquert die Bille; westlicher Teil in Billwerder | Bojendammbrücke                    |
| Bojeweg (Lage)                     | B762               | 0305                   | in Anlehnung an die Straße Auf der Bojewiese | 1971                | | Bojeweg                            |
| Bojewiesenbrücke (Lage)            | –                  | 0005 (im Stadtteil)    | in Anlehnung an die Straße Auf der Bojewiese | 1961                | überquert im Zuge der Straße Auf der Bojewiese die Bille; nördlicher Brückenteil in Lohbrügge, südwestlicher Teil in Billwerder, südöstlicher Teil in Bergedorf | Bojewiesenbrücke                   |
| Bornbrook (Lage)                   | B492               | 0430                   | nach einer Flurbezeichnung | 1952                | Gemeint ist ein Bruch (ndt. Brook) mit Quelle. | Bornbrook                          |
| Bornmühlenweg (Lage)               | B501               | 0110                   | nach der ehemaligen, zwischen Hinschendorf und Lohbrügge gelegenen Mühle | 1957                | | Bornmühlenweg                      |
| Böttcherkoppel (Lage)              | B451               | 0225                   | nach der alteingesessenen Familie Böttcher | 1955                | | Böttcherkoppel                     |
| Brüdtweg (Lage)                    | B632               | 0330                   | Johann Brüdt (1859–1944), Heimatschriftsteller | 1949                | vor 1949: 2. Durchschnitt | Brüdtweg                           |
| Buchenweg (Lage)                   | B662               | 0265                   | nach einem Flurnamen | vor 1940            | | Buchenweg                          |
| Christinenstraße (Lage)            | C030               | 0230                   | Christina Johanna Georgine Ohl (1834–1894), Ehefrau des Geländebesitzers Heinrich Albrecht Ohl | um 1865             | | Christinenstraße                   |
| Dethlefstwiete (Lage)              | D081               | 0165                   | Sophie Dethleffs (1809–1864), niederdeutsche Dichterin | 1948                | bis 1948: Hermannstraße | Dethlefstwiete                     |
| Dohnányiweg (Lage)                 | D138               | 0065                   | Hans von Dohnanyi (1902–1945), Jurist, Widerstandskämpfer gegen den und Opfer des Nationalsozialismus | 1964                | | Dohnányiweg                        |
| Dünenweg (Lage)                    | D212               | 0980                   | nach der Lage bei den Boberger Dünen | 1946                | | Dünenweg                           |
| Emilie-Günther-Weg (Lage)          | E177               | 0215                   | Emilie Günther (1870–1942), Heimatschriftstellerin und -forscherin | 1942                | | Emilie-Günther-Weg                 |
| Ernst-Cassirer-Weg (Lage)          | E221               | 0215                   | Ernst Cassirer (1874–1945), Philosoph | 1964                | | Ernst-Cassirer-Weg                 |
| Ernst-Finder-Weg (Lage)            | E223               | 0175                   | Ernst Finder (1865–1940), Pädagoge und Heimatforscher | 1942                | | Ernst-Finder-Weg                   |
| Fanny-David-Weg (Lage)             | F029               | 0505                   | Fanny David (1892–1944), jüdische Verbandsfunktionärin, Opfer des Nationalsozialismus | 1964                | | Fanny-David-Weg                    |
| Fritz-Lindemann-Weg (Lage)         | F246               | 0355                   | Fritz Lindemann (1894–1944), Offizier, Widerstandskämpfer gegen den und Opfer des Nationalsozialismus | 1964                | | Fritz-Lindemann-Weg                |
| Gewerkschaftsweg (Lage)            | G447               | 0090                   | in Anlehnung an nahegelegene Straßen, die nach Gewerkschaftsführern benannt wurden | 1949                | | Gewerkschaftsweg                   |
| Goerdelerstraße (Lage)             | G133               | 0875                   | Carl Friedrich Goerdeler (1884–1945), Jurist, Widerstandskämpfer gegen den und Opfer des Nationalsozialismus                                                                                              | 1964                | | Goerdelerstraße                    |
| Grandkoppel (Lage)                 | G199               | 0490                   | nach einem Flurnamen | 1962                | | Grandkoppel                        |
| Grandkoppelstieg (Lage)            | G200               | 0165                   | in Anlehnung an die Grandkoppel | 1962                | | Grandkoppelstieg                   |
| Groten Heesen (Lage)               | G425               | 0545                   | nach einem Flurnamen | 1982                | siehe auch Am Heesen und Lütt Heesen, niederdeutsch gro(o)t = groß | Groten Heesen                      |
| Habermannstraße (Lage)             | H004               | 0525                   | Max Habermann (1885–1944), Buchhändler, Widerstandskämpfer gegen den und Opfer des Nationalsozialismus | 1964                | | Habermannstraße                    |
| Haempten (Lage)                    | H018               | 0275                   | nach einem Flurnamen | 17./18. Jahrhundert | Der Straßenname leitet sich von dem Wort Himpten ab, einem früheren Feld- und Getreidemaß. | Haempten                           |
| Hans-Ulrich-Höller-Weg (Lage)      | H852               | 2110 (im Stadtteil)    | Hans-Ulrich Höller (1929–2007), machte sich um das Naturschutzgebiet „Boberger Niederung“ verdient | 2009                | Höller erhielt für seine Verdienste 2005 die „Loki-Schmidt-Silberpflanze“; südlich der Bille in Billwerder. | Hans-Ulrich-Höller-Weg             |
| Harders Kamp (Lage)                | H134               | 0060                   | Andreas Harders (1797–1866), Vorbesitzer des Geländes | 1949                | bis 1949: Kampstraße | Harders Kamp                       |
| Harnackring (Lage)                 | H144               | 0735                   | Ernst von Harnack (1888–1945), Politiker, Arvid Harnack (1901–1942), Jurist, Mildred Harnack-Fish (1902–1943), Literaturwissenschaftlerin, Widerstandskämpfer gegen den und Opfer des Nationalsozialismus | 1964                | seit 2024 auch nach Arvid Harnack und Mildred Harnack-Fish benannt | Harnackring                        |
| Häußlerstraße (Lage)               | H020               | 0445                   | Willi Häußler (1907–1945), Widerstandskämpfer gegen den und Opfer des Nationalsozialismus | 1964                | | Häußlerstraße                      |
| Havighorster Weg (Lage)            | H205               | 0975                   | Havighorst, Ortsteil von Oststeinbek | vor 1935            | | Havighorster Weg                   |
| Heckkatenweg (Lage)                | H215               | 0555 (im Stadtteil)    | nach einer Grenzbefestigung mit einem Schlagbaum (Heck) | 1926                | südlich der Bille in Bergedorf | Heckkatenweg                       |
| Heidhorst (Lage)                   | H253               | 0690                   | nach einem Flurnamen | vor 1940            | Mit Heidhorst wird ein Restwald auf einer Heidefläche bezeichnet. | Heidhorst                          |
| Heidhorststieg (Lage)              | H824               | 0260                   | in Anlehnung an die Straße Heidhorst | 1999                | | Heidhorststieg                     |
| Heidkampsredder (Lage)             | H254               | 0515                   | nach einem Flurnamen | vor 1940            | | Heidkampsredder                    |
| Hein-Möller-Weg (Lage)             | H778               | 0215                   | Heinrich Möller (1897–1966), Gewerkschafter in Bergedorf | 1984                | | Hein-Möller-Weg                    |
| Helmuth-Hübener-Weg (Lage)         | H340               | 0175                   | Helmuth Hübener (1925–1942), Widerstandskämpfer gegen den und Opfer des Nationalsozialismus | 1965                | Der Helmuth-Hübener-Gang in St. Georg hat denselben Namensgeber. | Helmuth-Hübener-Weg                |
| Herzog-Carl-Friedrich-Platz (Lage) | H837               | 0065 × 15              | Karl Friedrich (1700–1739), Herzog von Schleswig-Holstein-Gottorf | 2005                | | Herzog-Carl-Friedrich-Platz        |
| Hofweide (Lage)                    | H530               | 0405                   | nach einer unmittelbar an einem Hof gelegenen Weide | 1949                | | Hofweide                           |
| Höperfeld (Lage)                   | H507               | 0695                   | nach dem untergegangenen Dorf Hope, das den Ortskern des späteren Lohbrügge bildete | 1947                | vor 1947: Waldstraße | Höperfeld                          |
| Höperstieg (Lage)                  | H830               | 0135                   | in Anlehnung an die Straße Höperfeld | 2002                | bis 2002 Johannes-Rabe-Stieg | Höperstieg                         |
| Jakob-Kaiser-Straße (Lage)         | J126               | 0180                   | Jakob Kaiser (1888–1961), CDU-Politiker und Widerstandskämpfer gegen den Nationalsozialismus | 1980                | | Jakob-Kaiser-Straße                |
| Johann-Meyer-Straße (Lage)         | J059               | 0180                   | Johann Meyer (1829–1904), Schriftsteller | 1949                | vor 1949: Bahnhofstraße | Johann-Meyer-Straße                |
| Kirschgarten (Lage)                | K205               | 0575                   | nach vormals dort gelegenen Kirschgärten | 1959                | | Kirschgarten                       |
| Klapperhof (Lage)                  | K213               | 0190                   | Johann Klapper, Kleinschmied, nachweislich ältester Bewohner Sandes, dem späteren Lohbrügge | 1949                | Sein Haus trug im Volksmund den Spitznamen „Klapperkate“, dieser Name wurde später als „Klapperhof“ auf die Straße übertragen. Vor 1949: Winkelstraße | Klapperhof                         |
| Köhnckeweg (Lage)                  | K315               | 0180                   | Wilhelm Köhncke (1856–1916), Rektor und Organisator des Schulwesens in Sande | 1949                | vor 1949: 1. Durchschnitt | Köhnckeweg                         |
| Korachstraße (Lage)                | K373               | 1075                   | Siegfried Korach (1855–1943), Arzt, Opfer des Nationalsozialismus | 1965                | | Korachstraße                       |
| Krellweg (Lage)                    | K418               | 0195                   | Reinhold Krell (1886–1953), letzter Amts- und Gemeindevorsteher in Lohbrügge | 1955                | | Krellweg                           |
| Krusestraße (Lage)                 | K472               | 0655                   | Iven Kruse (1865–1926), Dichter und Schriftsteller | 1949                | vor 1949: Friedrich-Ludwig-Jahn-Straße | Krusestraße                        |
| Kurt-Adams-Platz (Lage)            | K516               | 0105                   | Kurt Adams (1889–1944), SPD-Politiker, Opfer des Nationalsozialismus | 1967                | Kein Platz im herkömmlichen Sinne, sondern eine Straße, die in einer Kehre endet. | Kurt-Adams-Platz                   |
| Ladenbeker Furtweg (Lage)          | L005               | 0950 (im Stadtteil)    | Ladenbek, Ortsteil von Lohbrügge | 1926                | südlich der Bille in Bergedorf | Ladenbeker Furtweg                 |
| Ladenbeker-Furtweg-Brücke (Lage)   | L330               | 0065                   | in Anlehnung an den Ladenbeker Furtweg | 1955                | überquert im Zuge des Ladenbeker Furtwegs die Bergedorfer Straße | Ladenbeker-Furtweg-Brücke          |
| Ladenbeker Weg (Lage)              | L006               | 0510                   | Ladenbek, Ortsteil von Lohbrügge | 1942                | | Ladenbeker Weg                     |
| Langbergring (Lage)                | L370               | 0495                   | in Anlehnung an die Straße Am Langberg | 1982                | | Langbergring                       |
| Leuschnerstraße (Lage)             | L152               | 1970                   | Wilhelm Leuschner (1890–1944), SPD-Politiker, Widerstandskämpfer gegen den und Opfer des Nationalsozialismus                                                                                              | 1964                | | Leuschnerstraße                    |
| Lohbrügger Kirchstraße (Lage)      | L215               | 0860                   | nach der Lage im Stadtteil und der Funktion zur 1898 erbauten Erlöserkirche führend | 1949                | | Lohbrügger Kirchstraße             |
| Lohbrügger Landstraße (Lage)       | L216               | 2560                   | nach der Lage im Stadtteil | 1951                | | Lohbrügger Landstraße              |
| Lohbrügger Markt (Lage)            | L217               | 0180 × 165 × 60 × 40   | nach Lage und Funktion im Stadtteil | 1949                | | Lohbrügger Markt                   |
| Lohbrügger Weg (Lage)              | L218               | 0380                   | nach der Lage im Stadtteil | 1949                | | Lohbrügger Weg                     |
| Ludwig-Rosenberg-Ring (Lage)       | L369               | 0369                   | Ludwig Rosenberg (1903–1977), Gewerkschafter | 1980                | | Ludwig-Rosenberg-Ring              |
| Lütt Heesen (Lage)                 | L287               | 0165                   | nach einem Flurnamen | 1966                | siehe auch Am Heesen und Groten Heesen, niederdeutsch lütt = klein | Lütt Heesen                        |
| Maikstraße (Lage)                  | M020               | 0195                   | Gustav Adolf Maik (1862–1918), von 1896 bis 1918 Amts- und Gemeindevorsteher in Sande | 1949                | vor 1949: Lindenstraße | Maikstraße                         |
| Marnitzstraße (Lage)               | M065               | 0585                   | Ludwig Marnitz (1865–1943), erster Pastor der Sander Kirchengemeinde | 1949                | vor 1949: Kapellenstraße | Marnitzstraße                      |
| Max-Eichholz-Ring (Lage)           | M098               | 0310                   | Max Eichholz (1881–1943), DDP-Politiker, Opfer des Nationalsozialismus | 1963                | | Max-Eichholz-Ring                  |
| Mendelstraße (Lage)                | M149               | 1155                   | Max Mendel (1872–1942), SPD-Politiker, Opfer des Nationalsozialismus | 1964                | | Mendelstraße                       |
| Moosberg (Lage)                    | M292               | 0880                   | nach einer Flurbezeichnung | 1962                | | Moosberg                           |
| Ober Boberg (Lage)                 | O214               | 0185                   | nach der Lage oberhalb des Lohbrügger Ortsteils Boberg | 2001                | | Ober Boberg                        |
| Ohlstücken (Lage)                  | O068               | 0155                   | nach der seit dem 17. Jahrhundert in Lohbrügge lebenden Bauernfamilie Ohle | 1949                | | Ohlstücken                         |
| Osterrade (Lage)                   | O180               | 1010                   | nach einem Flurnamen | 1969                | | Osterrade                          |
| Otto-Schumann-Weg (Lage)           | O168               | 0130                   | Otto Schumann (1888–1945), SPD-Politiker, Widerstandskämpfer gegen den und Opfer des Nationalsozialismus                                                                                                  | 1964                | | Otto-Schumann-Weg                  |
| Paul-Wenck-Weg (Lage)              | P                  | 0015 (im Stadtteil)    | Paul Wenck (1873–1930), Generaldirektor der Bergedorfer Eisenwerke | 2020                | Fuß- und Radweg; ab Mitte der Bille östlicher Teil in Bergedorf | Paul-Wenck-Weg                     |
| Perelsstraße (Lage)                | P067               | 0460                   | Friedrich Justus Perels (1910–1945), Jurist, Widerstandskämpfer gegen den und Opfer des Nationalsozialismus                                                                                               | 1964                | | Perelsstraße                       |
| Plettenbergstraße (Lage)           | P142               | 0440                   | Kurt von Plettenberg (1891–1945), Förster, Widerstandskämpfer gegen den und Opfer des Nationalsozialismus                                                                                                 | 1964                | | Plettenbergstraße                  |
| Poeckstraße (Lage)                 | P146               | 0205                   | Wilhelm Poeck (1866–1933), Schriftsteller | 1949                | vor 1949: Feldstraße | Poeckstraße                        |
| Rappoltweg (Lage)                  | R048               | 0090                   | Franz Rappolt (1870–1943), Unternehmer, Opfer des Nationalsozialismus | 1965                | | Rappoltweg                         |
| Reinbeker Redder (Lage)            | R127               | 3220                   | Reinbek, Stadt im Kreis Stormarn in Schleswig-Holstein | vor 1936            | | Reinbeker Redder                   |
| Richard-Linde-Weg (Lage)           | R178               | 2125                   | Richard Linde (1860–1926), Heimatforscher | 1949                | vor 1949: Heidkamp | Richard-Linde-Weg                  |
| Riehlstraße (Lage)                 | R192               | 0445                   | Wilhelm Heinrich Riehl (1823–1897), Journalist und Kunsthistoriker | 1947                | vor 1947: Bebelstraße | Riehlstraße                        |
| Röprade (Lage)                     | R252               | 0265                   | nach einem Flurnamen | 1949                | Röp = Futterkrippe, Rade = gerodetes Land | Röprade                            |
| Röpraredder (Lage)                 | R253               | 0995                   | nach einem Flurnamen | 1940                | Röp = Futterkrippe, Rade = gerodetes Land, Redder = von Knicks gesäumter Feldweg | Röpraredder                        |
| Rudorffweg (Lage)                  | R331               | 0395                   | Ernst Rudorff (1840–1916), Komponist | 1949                | vor 1949: Schwarzer Kamp | Rudorffweg                         |
| Ruselerweg (Lage)                  | R375               | 0350                   | Georg Ruseler (1866–1920), Schriftsteller und Heimatdichter | 1949                | vor 1949: Wiesenweg | Ruselerweg                         |
| Sander Damm (Lage)                 | S027               | 0550 (im Stadtteil)    | nach der Lage im Stadtteil | 1986                | ab ca. 35 Meter südlich der Bergedorfer Straße in Bergedorf | Sander Damm                        |
| Sander Markt (Lage)                | S888               | 0180 × 140 × 35 × 20   | nach der Lage im Stadtteil | 1980                | | Sander Markt                       |
| Sanmannreihe (Lage)                | S055               | 0875                   | nach der seit dem 18. Jahrhundert in Lohbrügge ansässigen Familie Sanmann | 1949                | vor 1949: Boberger Straße | Sanmannreihe                       |
| Schärstraße (Lage)                 | S101               | 0390                   | Alfred Schär (1887–1937), Lehrer, Widerstandskämpfer gegen den und Opfer des Nationalsozialismus | 1964                | | Schärstraße                        |
| Schulenburgring (Lage)             | S314               | 0635                   | Fritz-Dietlof von der Schulenburg (1902–1944), Verwaltungsbeamter, Widerstandskämpfer gegen den und Opfer des Nationalsozialismus und Tisa von der Schulenburg (1903–2001), Künstlerin                    | 1964                | seit 2024 auch nach Tisa von der Schulenburg benannt | Schulenburgring                    |
| Schulredder (Lage)                 | S319               | 0270                   | nach der Lage an einer Schule | vor 1932            | | Schulredder                        |
| Seyboldstraße (Lage)               | S414               | 0275                   | Wilhelm Seybold (1847–1930), Schauspieler | 1949                | Seybold wirkte als niederdeutscher Charakterdarsteller lange Jahre am Ernst Drucker Theater, dem heutigen St. Pauli Theater. Vor 1949: Seilerstraße | Seyboldstraße                      |
| Steinbeker Grenzdamm (Lage)        | S626               | 0225 (im Stadtteil)    | nach dem Grenzverlauf zwischen den ehemaligen Dörfern Boberg und Kirchsteinbek | 1948                | nur Grundstücke auf der Südseite ab Hausnummer 62 in östlicher Richtung in Lohbrügge, ansonsten in Billstedt | Steinbeker Grenzdamm               |
| Sterntwiete (Lage)                 | S683               | 0065                   | William Stern (1871–1938), Psychologe, und Clara Stern (1877–1945) | 1964                | seit 2024 auch nach Clara Stern benannt | Sterntwiete                        |
| Stormarnhöhe (Lage)                | S719               | 0490                   | nach dem in der Nähe liegenden Kreis Stormarn | 1945                | | Stormarnhöhe                       |
| Tienrade (Lage)                    | T089               | 0170                   | nach einem Flurnamen | 1949                | | Tienrade                           |
| Tienradestieg (Lage)               | T090               | 0250                   | nach einem Flurnamen | 1949                | | Tienradestieg                      |
| Tonkuhlenweg (Lage)                | T131               | 0245                   | nach dort ehemals gelegenen Tonkuhlen (Ziegeleiteichen) | 1960                | | Tonkuhlenweg                       |
| Ulmenhang (Lage)                   | U020               | 0065                   | in Anlehnung an die Straße Ulmenliet | 1957                | | Ulmenhang                          |
| Ulmenliet (Lage)                   | U021               | 0605                   | nach dem Begriff Liet für Hang | 1949                | | Ulmenliet                          |
| Unterberg (Lage)                   | U028               | 1330                   | nach dem Flurnamen an den Unnerbarg und der Lage unterhalb des Boberger Geesthanges | 1949                | | Unterberg                          |
| Untere Bergkoppel (Lage)           | U029               | 0355                   | nach einer ortsüblichen Bezeichnung | 1922                | | Untere Bergkoppel                  |
| Walter-Freitag-Straße (Lage)       | W463               | 0190                   | Walter Freitag (1889–1958), SPD-Politiker und Gewerkschaftsfunktionär | 1980                | | Walter-Freitag-Straße              |
| Walter-Hammer-Weg (Lage)           | W487               | 6315                   | Walter Hösterey (1888–1966), Verleger und Schriftsteller | 1988                | Walter Hammer war das Pseudonym Höstereys als Schriftsteller. | Walter-Hammer-Weg                  |
| Wassermannweg (Lage)               | W085               | 0085                   | Martin Wassermann (1871–1953), Jurist, Verfolgter des Nationalsozialismus | 1964                | | Wassermannweg                      |
| Watzenweg (Lage)                   | W095               | 0135                   | nach einer Flurbezeichnung | 1942                | | Watzenweg                          |
| Weberade (Lage)                    | W096               | 0240                   | nach dem Flurnamen Weberrahe | vor 1932            | | Weberade                           |
| Weidemoor (Lage)                   | W129               | 0835                   | nach der gleichnamigen Pflanzengattung | 1932                | | Weidemoor                          |
| Wilhelm-Bergner-Straße (Lage)      | W471               | 0350 (im Stadtteil)    | Wilhelm Bergner (1835–1905), Industrieller | 1984                | Ca. 30 Meter vor der Überquerung der Bille setzt die Straße sich auf Bergedorfer Gebiet fort. | Wilhelm-Bergner-Straße             |
| Wohltorfkamp (Lage)                | W372               | 0145                   | nach der seit dem 18. Jahrhundert in Lohbrügge ansässigen Bauernfamilie Wohltorf | 1949                | vor 1949: Friedrichstraße | Wohltorfkamp                       |
| Ziegeltwiete (Lage)                | Z022               | 0100                   | nach einer ehemals in der Nähe gelegenen Ziegelei | 1954                | | Ziegeltwiete                       |